# بسرة بنت صفوان
بسرة بنت صفوان بن نوفل بن أسد بن عبد العزى بن قصي القرشية الأسدية صحابية، عمها ورقة بن نوفل، وأمها سالمة بنت أمية بن حارثة، وأخوها لأمها عقبة بن أبي معيط بن أبي عمرو بن أميّة. كانت بسرة عند المغيرة بن أبي العاص فولدت له معاوية بن المغيرة، وهو الذي قُتل منصرف رسول الله من غزوة أُحُد، وهو جد عبد الملك بن مروان وأمُّ عبد الملك هي عائشة بنت معاوية بن المغيرة، وكانت عائشة تحت مروان بن الحكم. وبذلك تكون خالة مروان بن الحكم، وجدة عبد الملك بن مروان.
قال مصعب: «كانت من المبايعات». وقال الشافعي: «كلها سابقة قديمة وهجرة». وقال ابن حبان: «كانت من المهاجرات». وذكر ابنُ الكلبي: «كأنها كانت ماشطة تقيِّنُ النساء بمكة».

## حديث بسرة بنت صفوان
اشتهر في كتب الحديث حديث سُمي حديث بسرة بنت صفوان، وقد رُوي بأسانيد مختلفة، فقد روى الطبري صاحب المعجم الكبير: حدثنا جعفر بن سليمان النوفلي، حدثنا إبراهيم بن المنذر الحزامي، حدثنا معن بن عيسى القزاز، عن عبد الله بن المؤمل، عن عمرو بن شعيب، عن أبيه، عن جده: أن بسرة بنت صفوان سألت النبي صلى الله عليه وسلم عن المرأة تضرب بيدها فتصيب فرجها فقال: «توضئي يا بسرة». روى أحمد بن حنبل في مسندة قال حدثنا إسماعيل ابن علية، قال حدثنا عبد الله بن أبي بكر بن حزم، قال سمعت عروة بن الزبير يحدث أبي قال ذاكرني مروان مس الذكر فقلت ليس فيه وضوء، فقال إن بسرة بنت صفوان تحدث فيه فأرسل إليها رسولا فذكر الرسول أنها تحدث أن رسول الله صلى الله عليه وسلم قال من مس ذكره فليتوضأ.